# Xenochaeta dichromata
Xenochaeta dichromata är en tvåvingeart som beskrevs av Snow 1894. Xenochaeta dichromata ingår i släktet Xenochaeta och familjen borrflugor. Inga underarter finns listade i Catalogue of Life.